# Liebesgrüße aus Fernost
Liebesgrüße aus Fernost (Originaltitel: Wonder Women) ist ein philippinisch-US-amerikanischer Actionfilm aus dem Jahr 1973 von Robert O’Neil, der auch gemeinsam mit Lou Whitehill für das Drehbuch zuständig war. In den Hauptrollen sind Nancy Kwan und Ross Hagen zu sehen. Letzterer war auch für die Produktion verantwortlich.

## Handlung
Dr. Tsu gilt als eine brillante Chirurgin. Sie lebt auf ihrer eigenen exotischen Insel vor der Küste von Manila. Unter ihrem Kommando steht eine weibliche Kampftruppe, die einige der größten Athleten der Welt entführt. Deren Körperteile verkauft Dr. Tsu reichen Menschen, sie ist in der Lage, ihnen jeden Körperteil zu transplantieren. So fungiert sie als Lieferantin für menschliche Ersatzteile. Die Kämpferinnen ihrer Kampftruppe dürfen sich im Gegenzug zu ihren Diensten an den gefangenen Männern sexuell ausleben. Lediglich Linda und Vera bekommen langsam Zweifel, ob ihre Taten richtig sind.
Mike Harber arbeitet als Versicherungsermittler für Lloyd’s of London. Er gilt als kluger Frauenheld. Er wird nach Manila geschickt, um das Verschwinden eines Jai-Alai-Spielers zu untersuchen. Mr. Lorenzo übergibt ihn einen gedeckten Scheck über 10.000 US-Dollar und beide verhandeln, dass er pro geretteten Sportler weitere 30.000 US-Dollar erhält. Während seinen Ermittlungen stößt er auf Dr. Tsus Soldatin Linda. Nach einem Techtelmechtel offenbart sie ihm ihre wirklichen Absichten und versucht ihn zu töten, Harber jedoch kann entkommen.
Später gelingt es ihm sogar, Linda zu fangen. Dadurch erfährt er, wo sich die Basis von Dr. Tsu befindet. Als er die Insel mit seiner Gefangen erreicht, schafft es diese zu fliehen. Sie schlägt Alarm und Harber wird im nahegelegenen Wald gefangen genommen. Er wird mit Gregorious dem Geschäftsführer des Projekts und Dr. Tsu bekannt gemacht, die ihm während eines Rundgangs die Labore und die Gefangenen zeigt. Linda beschließt nach einer Konfrontation mit Laura, die Seiten zu wechseln. Sie befreit die an Zombies erinnernden Gefangenen, denen schon viele Organe entfernt wurden, um Chaos zu verursachen.
Das Ablenkungsmanöver gelingt und sie kann Harber befreien. Gemeinsam kämpfen sie ihren Weg frei und erschießen mehrere Kämpferinnen von Dr. Tsu. Diese schafft es allerdings dank des Einsatzes einer Rauchgranate zu entkommen. Während sie verschwindet warnt sie Harber, dass es eine zweite Runde geben wird. Auch Gregorious kann erfolgreich flüchten, nachdem er einen der Zombies tötet, der gerade dabei war, mit der toten Vera zu verschwinden. Die restlichen Zombies werden schließlich erschossen. Harber schafft es, den Jai-Alai-Spieler zu retten.
Ein abrupter Spielortwechsel zeigt, dass es sich Harber dank des Geldes mit einer attraktiven Blondine gutgehen lässt. Er schafft es außerdem, bei Mr. Lorenzo einen dreiwöchigen Urlaub zu bekommen. Kurz bevor er der blonden Frau näher kommt, erscheint eine weitere weibliche Kampftruppe, vermutlich im Dienste Dr. Tsus. Mit einem Grinsen stellt sich Harber der neuen Bedrohung. Die Schicksale Lindas, Dr. Tsu's und Gregorious werden nicht preisgeben, da eine Fortsetzung geplant war, scheint es möglich, dass alle überlebt haben.

## Produktion
Der Arbeitstitel des Films hieß The Island of the Cannibal Women. Die Eröffnungs- und Endszene wurde in Hollywood gedreht. Alle weiteren Szenen wurden auf den Philippinen, zumeist in der Metro Manila realisiert. Die Aufnahmen in dem Labor des Hauptquartiers entstanden in einer Discothek in einem Hotel. Die Festung von Dr. Tsu ist eigentlich eine Leichenhalle. Gedreht wurde 1972, die Produktion zog sich bis ins Jahr 1973. Das Budget lag bei geschätzten 110.000 US-Dollar. In den USA erschien der Film im April 1973, in der Bundesrepublik folgte die Erstveröffentlichung am 27. Februar 1974.
Die Stuntfrauen waren vierzehn- bis fünfzehnjährige Mädchen, die von ihren Großmüttern zum Dreh begleitet wurden. Der Großteil der philippinischen Stuntmen weigerte sich, Ellbogen- oder Knieschützer zu tragen. Maria De Aragon war die einzige des Casts, die für die Dreharbeiten ins Land eingeflogen werden musste. Alle weiteren Schauspieler befanden sich aufgrund anderer Filmproduktionen bereits auf den Philippinen. Die Waffe, die Mike Harber benutzt, wurde speziell für den Film entworfen.
Während einer Verfolgungsjagd wird ein Mann von einem Auto angefahren und zu Boden geworfen. Dabei handelte es sich nicht um einen geplanten Stunt, sondern um einen Unfall. Ursache war, dass die Szenerie nicht abgesichert worden war. Da der Mann unverletzt blieb, wurde die Szene in den Film integriert. Insgesamt brauchte die Realisierung der Verfolgungsjagden drei Drehtage.

## Hintergrund
Trotz des Originaltitels hat der Film mit dem Wonder Woman-Franchise von DC Comics nichts zu tun.
Gail Hansen und Eleanor Siron haben hier ihre bisher einzigen Filmrollen.
Ende der 1970er Jahre plante Produzent Ross Hagen unter dem Titel Warrior Women eine Fortsetzung zu veröffentlichen. Der Film schaffte es allerdings nie über die Planungsphase hinaus.
Der Soundtrack Wonder Women stammte vom Musikproduzenten Charles May, Annette Thomas fungiert als Sängerin.
Die deutsche Filmfassung ist im Vergleich zur Originalfassung um etwa zehn Minuten gekürzt, dabei wurden auf Gespräche zwischen Dr. Tsu und Gregorious verzichtet. Die deutsche Synchronisation zeichnet sich durch das sogenannte Schnodderdeutsch aus. Die Rolle des Mike Harber wird von Thomas Danneberg gesprochen, der bereits Terence Hill in mehreren Schnodderdeutsch-Synchronisationen die Stimme lieh.
In Gesprächen zwischen Harber und Mr. Lorenzo wird mehrmals ein MI6-Agent namens Bond erwähnt und Vergleiche zu Harber gezogen.

## Rezeption
„Schematisches Agentenabenteuer, in dem ein Superheld mit Sex-Appeal, Karate und einer Spezialpistole eine Mädchenbande unschädlich macht, die Sportler als Organspender wider Willen entführt.“

„Mal ehrlich: Die Handlung sagt schon alles.“

## Trivia
Am 15. Oktober 2021 zeigten Oliver Kalkofe und Peter Rütten Liebesgrüße aus Fernost auf Tele 5 in der Reihe Die schlechtesten Filme aller Zeiten, besser bekannt unter dem Kürzel SchleFaZ.